# تاکسی هنگ کنگ

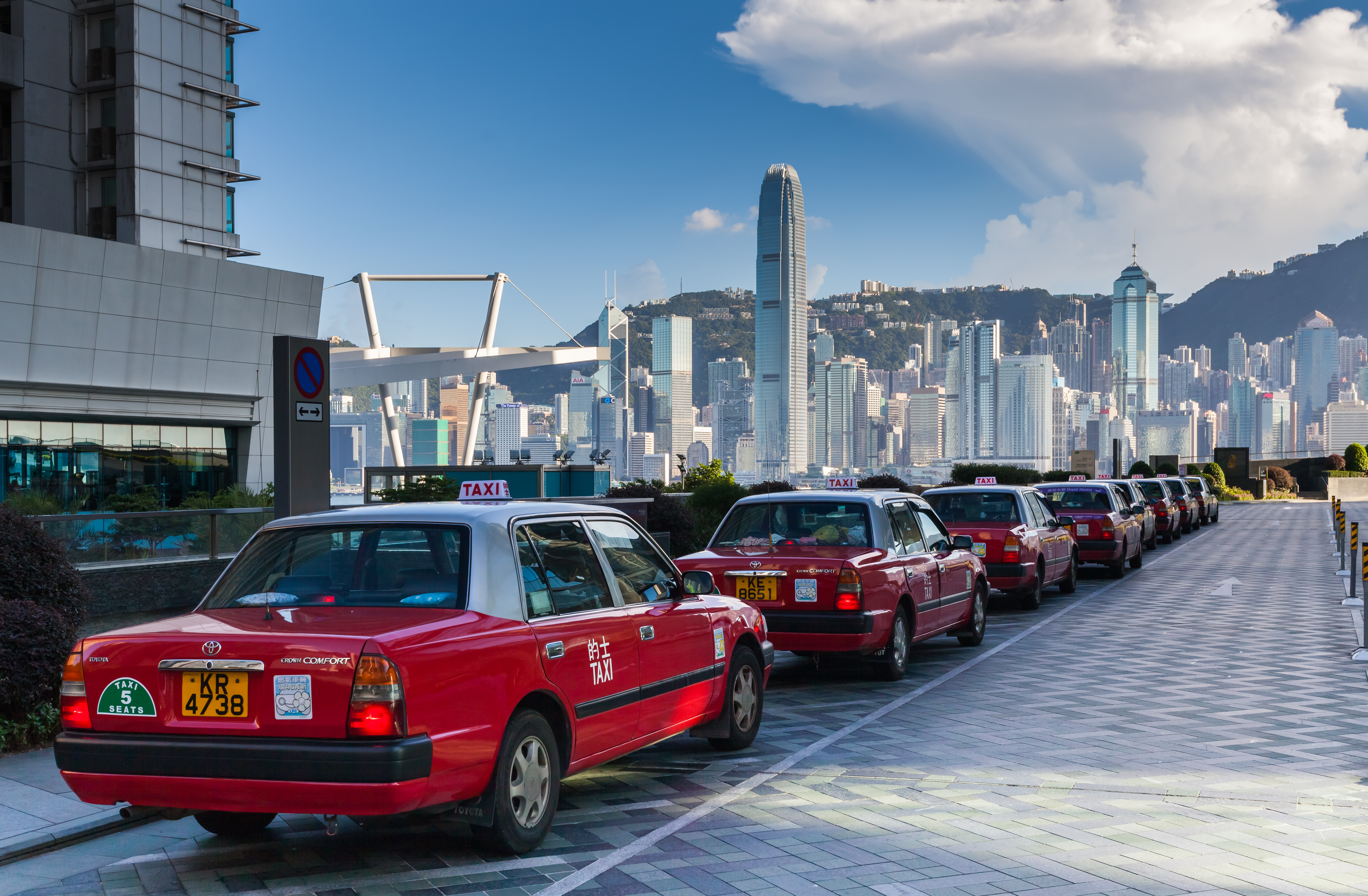
تاکسی هنگ کنگ

تاکسی هنگ کنگ (به انگلیسی: Taxis of Hong Kong) در هنگ کنگ تعداد کمی از تاکسی‌ها به‌طور مستقل در اختیار افراد اداره می‌شوند، اکثریت قریب به اتفاق آن‌ها متعلق به ۱۷ شرکت تاکسیرانی مستقل است که تاکسی‌ها را به صورت شیفتی به ۴۰۰۰۰ راننده خوداشتغال اجاره می‌دهند.
تا سال ۲۰۲۴، ۱۸۱۶۳ تاکسی در هنگ کنگ وجود دارد که از این تعداد ۱۵۲۵۰ تاکسی شهری، ۲۸۳۸ تاکسی مناطق جدید و ۷۵ تاکسی Lantau بودند. آنها هر روز به ترتیب به حدود ۱٫۱ میلیون نفر خدمات ارائه می‌دهند.

## تاریخچه

### قرن ۱۹
در دوران استعمار اولیه، صندلی‌های سدان تنها شکل حمل و نقل عمومی بودند. صندلی‌های عمومی طبق تعرفه‌هایی که به‌طور برجسته نمایش داده می‌شد، مجوز گرفتند و شارژ شدند. صندلی‌های صندلی در همه هتل‌ها، اسکله‌ها و چهارراه‌های اصلی یافت می‌شد و صندلی‌های محکم برای حمایت منظم فریاد می‌زدند.
دقیقاً مانند اتومبیل‌های موتوری امروزه، صندلی‌های شخصی وجود داشتند و نشانگر مهمی از وضعیت یک فرد بودند. وضعیت یک افسر مدنی با تعداد حاملان متصل به صندلی او مشخص می‌شد.
تعداد آنها در حدود سال ۱۹۲۰ به اوج خود رسید، زمانی که ۱۲۱۵ صندلی سدان ثبت شده در جاده‌ها بودند.
ریکشا اولین بار در سال ۱۸۷۰ توسط یک تاجر آمریکایی از ژاپن وارد شد. آنها برای سالهای متمادی یک نوع حمل و نقل محبوب بودند و در اوایل قرن بیستم به بیش از ۷۰۰۰ نفر رسیدند. ریکشاها با صندلی‌های سدان برای مشتریانی که بسته به بودجه، عجله یا زمینی که باید مورد مذاکره قرار گیرند، رقابت می‌کردند. ریکشا سریع‌تر بود، اما برای بالا رفتن از شیب‌های جزیره هنگ کنگ مناسب نبود. قبل از اینکه تراموا پیک هنگ کنگ در سال ۱۸۸۸ راه اندازی شود، ساکنان ثروتمند The Peak با صندلی‌های سدان توسط افراد سردسیر از مسیرهای شیب دار به محل اقامت خود، از جمله خانه تابستانی فرماندار سابق سر ریچارد مک دانل، که می‌توانستند از آب و هوای خنک تر استفاده کنند، حمل می‌شدند.
با این حال، محبوبیت ریکشاها پس از جنگ جهانی دوم کاهش یافت. از سال ۱۹۷۵ هیچ مجوز جدیدی برای ریکشاها صادر نشده است و مجوزها غیرقابل انتقال شدند؛ بنابراین، یک نژاد در حال مرگ از تنها چند مرد مسن هنوز تجارت خود را در اسکله فری ادینبورگ، عمدتاً برای گردشگران انجام می‌دهند. کشوهای ریکشا ۳۰۰ دلار هنگ کنگ برای دور زدن بلوک می‌گرفتند. در سال ۱۹۹۸ حدود هشت مورد وجود داشت و تنها چهار مورد در سال ۲۰۰۲ و دو مورد در سال ۲۰۱۱ باقی مانده بود.
طبق گزارش‌ها آخرین صندلی سدان در سال ۱۹۶۵ رها شد و از زمان جابجایی اسکله Central Star Ferry در پایان سال ۲۰۰۶ ریکشاها ناپدید شدند.

### قرن ۲۰
نام چینی تاکسی مورد استفاده در هنگ کنگ، dik si (的士)، ترجمه کانتونی کلمه انگلیسی «تاکسی» است. اولین پیشگام سرویس تاکسی مدرن ممکن است وو زونگ (胡忠) باشد. در سال ۱۹۴۱، اعتقاد بر این است که او ۴۰ تاکسی، از جمله ۱۰ کارت سفید، که به دولت اجاره داده بود، داشت. هنگامی که اشغال هنگ کنگ توسط ژاپن در دسامبر همان سال آغاز شد، او عملیات حمل و نقل خود را به حالت تعلیق درآورد. او پس از جنگ با ۱۰۰ ماشین کار خود را از سر گرفت.
این سرویس اولین بار به‌طور رسمی توسط دولت در سال ۱۹۴۷ با ۳۲۹ اتومبیل ثبت شد. در سال ۱۹۶۰ این سرویس به‌طور رسمی مناطق جدید را تحت پوشش قرار داد و خدمات به ۱۰۲۶ خودرو افزایش یافت. تعداد تاکسی‌ها در سال ۱۹۸۰ در ۱۰۰۰۰ ضرب می‌شود.
قبل از سال ۱۹۷۴، رنگ تاکسی‌ها در هنگ کنگ به رنگ‌های انتخاب شده توسط دارندگان مجوز بستگی داشت، اگرچه اداره حمل و نقل به سردرگمی قابل توجهی برای مسافران ناشی از تکثیر رنگ‌ها و اختلاط با وسایل نقلیه شخصی اشاره کرده بود و تا دسامبر ۱۹۶۹ شروع به بررسی یک لباس فرم کرد.
در ۱۳ سپتامبر ۱۹۷۴، دولت رنگ‌های استاندارد - نقره ای برای نیمه بالایی و قرمز برای نیمه پایین - را برای تمام تاکسی‌ها در هنگ کنگ تعیین کرد تا تاکسی‌های غیرقانونی را از بین ببرد. از آنجایی که بیشتر وسایل نقلیه در کولون به دلیل مرکز جمعیت بودن آن جمع می‌شدند و تقاضا در مناطق جدید توسط اپراتورهای غیرقانونی تأمین می‌شد، یک سرویس تاکسی مجاز که فقط برای مناطق جدید تهیه می‌کرد در ۵ ژوئن ۱۹۷۶ اعلام شد. از آن زمان به بعد. تاکسی‌های «معمولی» (قرمز) مجاز خواهند بود در مناطق جدید و همچنین جزیره کولون و هنگ کنگ به فعالیت خود ادامه دهند. تاکسی‌های سرزمین‌های جدید - نقره ای برای نیمه بالایی و سبز برای نیمه پایین - از ورود به مناطق شهری منع خواهند شد. دسته ای از ۲۰ تاکسی آبی که به جزیره لانتائو خدمات می‌دهند در سال ۱۹۸۳ شروع به کار کردند.

### نگارخانه
- Nissan Cedric, Tai Po Market station
- Toyota Prius
- Ford Connect, Wah Fu
- Toyota Crown Comfort v2.0
- BYD e6
- Nissan NV200
- Toyota JPN Taxi (Comfort Hybrid)